# 拉瓦勒 (密蘇里州)
拉瓦勒（英語：LaValle）是位於美國密蘇里州斯托達德縣的非建制地區。

## 歷史
拉瓦勒的郵局於1903年設立，其後於1953年停運。

## 地理
拉瓦勒所處的海拔為高於海平面87米（即285英呎），而該地所採用的時區為UTC-6，即北美中部時區（CST）。同時該地設有夏令時間，為UTC-6調快一小時，即UTC-5（CDT）。